# フランシスコ・デ・ボバディージャ
フランシスコ・デ・ボバディージャ (Francisco de Bobadilla、生年不詳 - 1502年) は、スペイン植民地のイスパニョーラ島の第2代統治者である。カラトラバ騎士団の団員で、1499年、ボバディージャは、スペインのアメリカにおける新しい領土である西インド諸島の第2代統治者として、フェルナンド2世とイサベル1世によって、クリストファー・コロンブスの後継に任命された。1500年8月、ボバディージャは、イスパニョーラ島のサントドミンゴに到着した。彼は、コロンブスによる植民地運営の失敗の責務をあげつらって、コロンブスを鎖で縛り、スペインへ送還した。
1502年、彼はイスパニョーラ島の統治を、ニコラス・デ・オバンドと交代させられた。 
1502年7月11日、彼は、スペインへの帰路のモナ海峡で、31隻の船の内で、旗艦船エルドラド(El Dorado)を含む20隻が破壊されたハリケーンにより亡くなった。生き残った船の中にアグハ号(Aguja)があった。艦隊で最も脆弱な船であり、コロンブスが所有していた金を運んでいた。コロンブスが復讐心から魔法をかけて嵐を呼んで、ボバディージャを告発したのだと。 